# Laure Lévêque
Laure Lévêque est une universitaire spécialisée dans les rapports entre littérature, politique et histoire au XIXe siècle, particulièrement à l'époque du romantisme, et dans l'étude des mémoires et des imaginaires.
Titulaire d'une thèse de doctorat (1999) et d'une habilitation à diriger des recherches (2006), elle enseigne à l'université de Toulon (Var).

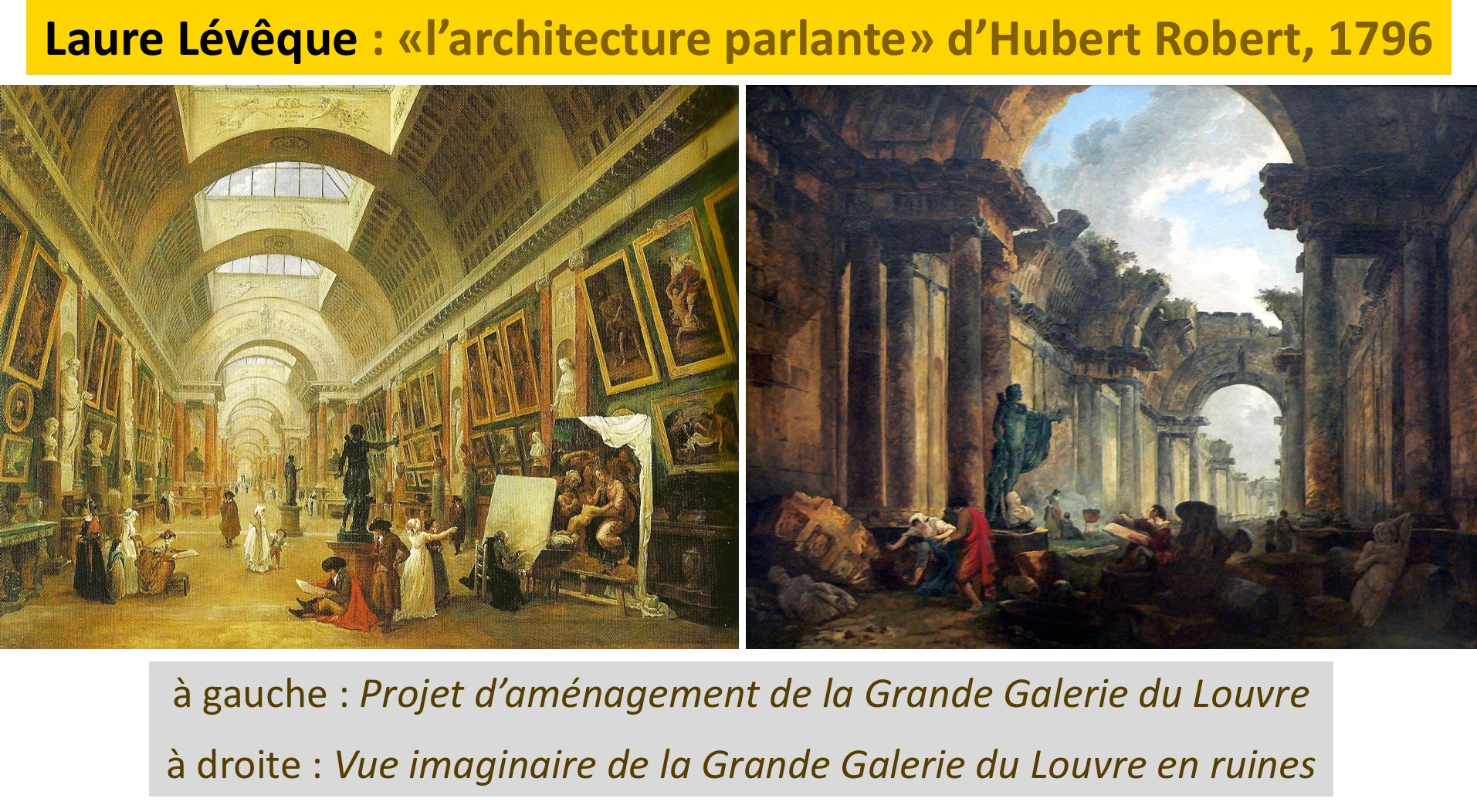
Hubert Robert, ou l'ambivalence du destin face au temps de l'Histoire.

## Biographie

### Formation
Laure Lévêque est la fille des historiens Pierre Lévêque et Monique Clavel-Lévêque. Elle est élève à l'École normale supérieure de Fontenay-Saint-Cloud de 1989 à 1993 et obtient l'agrégation de lettres modernes en 1992.

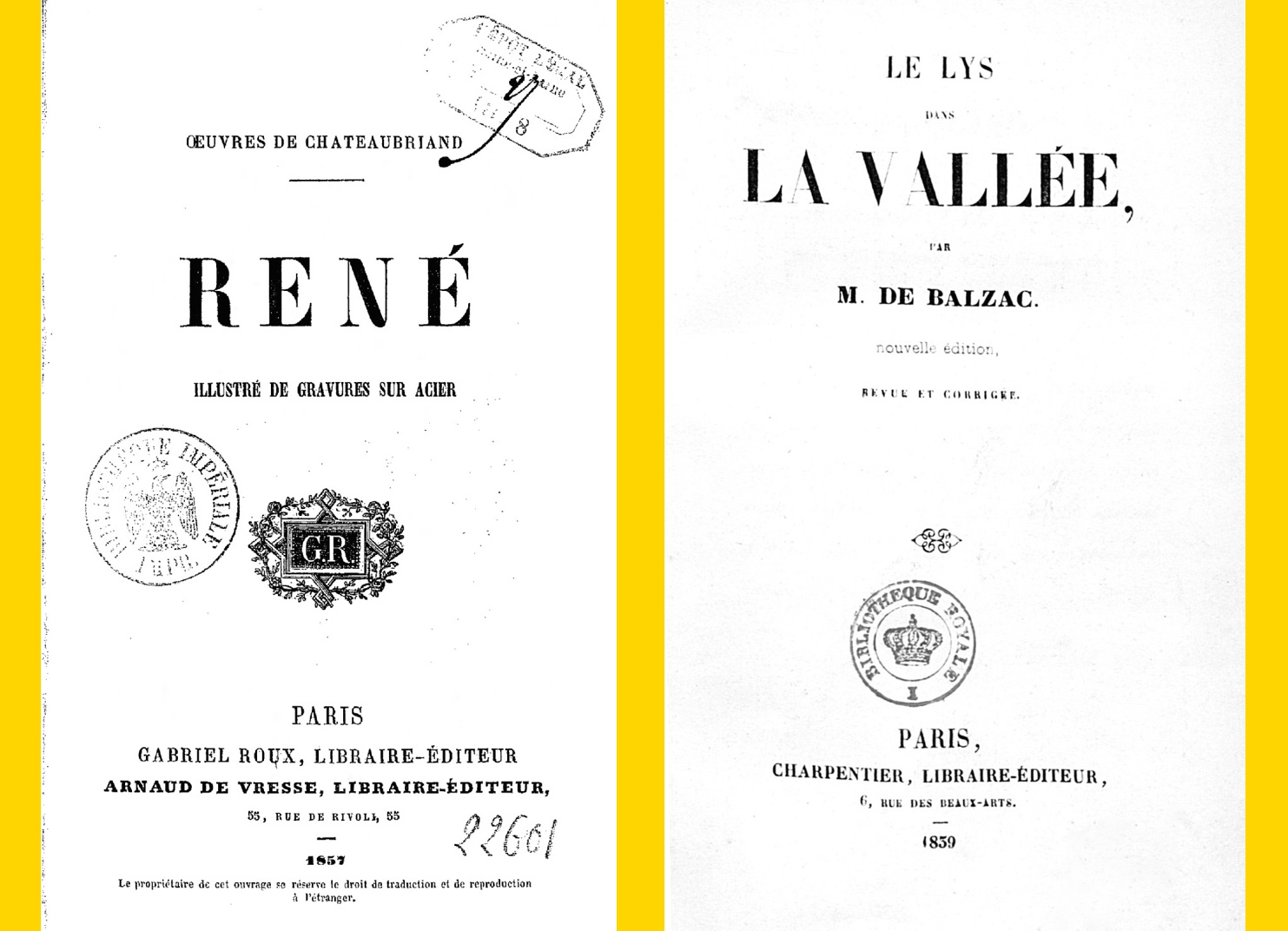
René et Le Lys dans la vallée.

### Parcours
En 1999, elle soutient sa thèse de doctorat : « Romans romanesques, romans romantiques, de René au Lys dans la vallée », sous la direction de Béatrice Didier, à l'université Paris-VIII,. En 2006, elle obtient son habilitation à diriger des recherches (HDR) avec un mémoire intitulé : « La mémoire en héritage », sous la direction de Jacques Neefs, à l'université Paris-VIII.
Elle est professeur de littérature française à l'université de Toulon (Var) et dirige plusieurs thèses.
Laure Lévêque est l'auteur de sept ouvrages principaux : Corinne ou l’Italie de Madame de Staël : poétique et politique (1999), Le roman de l'histoire, 1780-1850 (2001), Penser la nation. Mémoire et imaginaire en révolutions (2011), Rome et l'Histoire, quand le mythe fait écran (avec Monique Clavel-Lévêque, 2017), Jules Verne, un lanceur d'alerte dans le meilleur des mondes (2019), Le Rouge ou le Noir ? Quand la fiction futurologique française prophétisait des lendemains qui (dé)chantent (1800-1975) (2023) et Peut-on changer l’histoire ? L’histoire alternative dans l’Uchronie de Charles Renouvier (avec Monique Clavel-Lévêque, 2025).
Elle se consacre également à l'étude des conflits et des dynamiques de l'espace euro-méditerranéen, en animant des travaux collectifs.
Elle est notamment membre du comité de rédaction de la revue La Revue Stendhal et de celui de la revue La Pensée.

## Publications

### Auteur

#### Livres
- Corinne ou l’Italie de madame de Staël, poétique et politique, Éditions du temps, 1999.
- Le roman de l’Histoire, 1780-1850, L’Harmattan, 2001.
- Penser la nation. Mémoire et imaginaire en révolutions, L’Harmattan, 2011.
- Rome, son histoire, ses histoires. Quand le mythe fait écran, (avec Monique Clavel-Lévêque), L’Harmattan, 2016.
- Jules Verne, un lanceur d'alerte dans le meilleur des mondes, L'Harmattan, 2019.
- Le Rouge ou le Noir ? Quand la fiction futurologique française prophétisait des lendemains qui (dé)chantent (1800-1975), Effigi, 2023.
- Peut-on changer l’histoire ? L’histoire alternative dans l’Uchronie de Charles Renouvier, (avec Monique Clavel-Lévêque), Effigi, 2023.

### Direction d'ouvrages

#### Littérature
- Liens de mémoire, genres, repères, imaginaires, actes du colloque de Besançon (2003), L'Harmattan, 2006.
- Les voies de la création. Musique et littérature à l'épreuve de l'histoire, L'Harmattan, 2013.
- 2000 ans de guerres en paix, L'Harmattan, 2018.
- Identité et altérité à l’épreuve de l’interculturel (avec A. Makan), Effigi, 2018.
- Identités plurielles : relations, transitions, tremblements, Effigi, 2018.
- La guerre future. Lectures francophones et hispanophones aux XIXe et XXe siècles (avec J. García-Romeu et M. Martín Rodríguez), Babel Littératures plurielles, 38, 2018.
- Imaginaires, langages, visions du monde (avec A. Makan), Effigi, 2019.
- Imaginaire(s) féminin(s), symboles et stéréotypes (avec A. Makan), Publications de l’Université Sultan Moulay Slimane, 2020.
- La Politique du crédit. Regards croisés Économie, Littérature, Droit (avec N. Huchet, C. Bastidon-Gilles, Y. Kocoglu), Effigi, 2020.
- Le Sens de la fête, Arcidosso, Effigi, 2021.
- Pour une histologie de la crise (avec A. Staroń), Effigi, 2021.
- La femme orientale : mythes, imaginaires, représentations (avec H. Bkhairia et F. Lacoste), Effigi, 2022.
- Penser /Panser la crise. Récits et fictions de crise (XIXe-XXIe siècles) (avec A. Staroń), Folia Litteraria Romanica, 17/1, 2022.
- La voix du mythe. Des voies littéraires contre les fissures de Babel (avec Ch. Chaulet Achour), Effigi, 2022.
- La Crise dans tous ses états. Regards critiques (avec S. Visciola, C. Bastidon-Gilles, D. van Hoorebeke), 2023.

#### Patrimoine
- Journeys through European Landscapes / Voyages dans les paysages européens (en coll.), COST / ESF, 2009.
- Heritage, Images, Memory of European Landscapes / Patrimoine, Images, Mémoire des paysages européens (avec M. Ruiz del Árbol, L. Pop), L'Harmattan, 2009.
- La double vie du patrimoine. La culture dans la dialectique du visible et de l’invisible (avec C. Bastidon-Gilles, Th. Santolini, S. Visciola), Effigi, 2021.
- Les Territoires de l’aménité (avec Ph. Gilles, C. Bastidon-Gilles, Y. Kocoglu), Effigi, 2021.
- Éco-culture(s) en question(s). Repenser le patrimoine. L’innovation au service des territoires (avec V. Michel-Fauré et C. Bastidon-Gilles), Effigi, 2023.
- Les routes de l’information de Rome à Internet. Flux, croisées, ornières (avec S. Visciola, C. Bastidon-Gilles, D. van Hoorebeke), Effigi, 2023.
- Patrimoine(s) et territoire(s) (avec V. Fumaroli, V. Michel-Fauré), Effigi, 2024.

#### Espace méditerranéen
- Horizons des mondes méditerranéen et atlantique, imaginaires comparés, Babel Littératures plurielles, 29, 2014.
- Paysages méditerranéens – correspondances poétiques (avec Anaïs Escudier), Babel Littératures plurielles, 30, 2014.
- L’espace euro-méditerranéen entre conflits et métissages : rencontres, échanges, représentations (avec Ph. Bonfils, Y. Kocoglu, Th. Santolini, D. van Hoorebeke), L'Harmattan, 2015.
- Les échanges dans l’espace euro-méditerranéen : formes et dynamiques (avec Ph. Bonfils, Y. Kocoglu, Th. Santolini, D. van Hoorebeke), L'Harmattan, 2016.
- Continuité et rupture des échanges en Méditerranée. Histoire, religion, littérature, société (avec J.-E. Bernard, N. Huchet, Y. Kocoglu, A. Leiduan), Babel "Transverses", 2016.
- Vulnérabilités, échanges et tensions dans l’espace euroméditerranéen. L’Amer Méditerranée (avec Ph. Bonfils, Y. Kocoglu, Th. Santolini, D. van Hoorebeke), L'Harmattan, 2017.
- La Méditerranée au pluriel. Cultures, identités, appartenances (avec Hassen Bkhairia), Babel Littératures plurielles, 36, 2017.
- L’Amer Méditerranée : échanges, tensions, vulnérabilités (avec Ph. Bonfils, Y. Kocoglu, Th. Santolini, D. van Hoorebeke), L'Harmattan, 2018.
- Circulations méditerranéennes : voies, réseaux, modèles (avec Y. Kocoglu, Th. Santolini, S. Visciola), Effigi, 2018.
- Mer ou mur ? Pour une histoire connectée de la Méditerranée (avec Ch. Chaulet Achour et J. Serghini), Babel Littératures plurielles, 43, 2021.
- La Méditerranée, terre de liens (avec C. Bastidon-Gilles, S. Izzo, S. Gorgievski, M. Leopizzi, V. Michel-Fauré), Effigi, 2024.
- Penser la connectivité de l’espace méditerranéen (avec Sandra Gorgievski, Sara Izzo Marcella Leopizzi, V. Michel-Fauré), Babel Littératures plurielles, 49, 2024.